# Алексеева, Клавдия Ильинична
Клавдия Ильинична Алексеева (1913 год — неизвестно, Хакасская автономная область) — рабочая Гонийского совхоза имени Берия Министерства сельского хозяйства СССР, Батумский район, Аджарская АССР, Грузинская ССР. Герой Социалистического Труда (1949). 

## Биография
Родилась в 1913 году в одном из сельских населённых пунктов современной Запорожской области.  С 1919 года проживала в Батумской области. Трудилась в частном сельском хозяйстве. С 1934 года – рабочая лимономандаринового совхоза имени Берия Батумского района с усадьбой в селе Гонио. 
В 1948 году собрала в среднем с каждого дерева по 458 лимонов с 250 плодоносящих лимонных деревьев. Указом Президиума Верховного Совета СССР от 5 июля 1949 года удостоена звания Героя Социалистического Труда за «получение высоких урожаев сортового зелёного чайного листа и цитрусовых плодов в 1948 году» с вручением ордена Ленина и золотой медали «Серп и Молот» (№ 4054).
Этим же указом званием Героя Социалистического Труда были награждены труженицы совхоза имени Берия Валентина Семёновна Евстафиева, Евдокия Степановна Максимова и Евдокия Егоровна Хрыпун. 
Проживала в селе Гониа Батумского района. В 1989 году переехала в Красноярский край и позднее – в Хакасскую автономную область. Дата смерти не установлена.